# غامبيلا
غامبيلا هي مدينة وعاصمة منطقة جامبيلا، إثيوبيا. يبلغ عدد سكان المدينة 39،022 نسمة (إحصاء 2007).